# ЮТэйр Карго
ЮТэ́йр (юридическое название АО «ЮТэйр») — российская авиакомпания, базирующаяся в тюменском аэропорту Плеханово. Занимается выполнением регулярных и чартерных рейсов, грузоперевозок и транспортной поддержкой миссий ООН на самолетах отечественного производства.
Авиакомпания является дочерней структурой российского авиационного холдинга ЮТэйр, от которого и получила своё название. Главный офис компании расположен в Тюмени.

## Флот

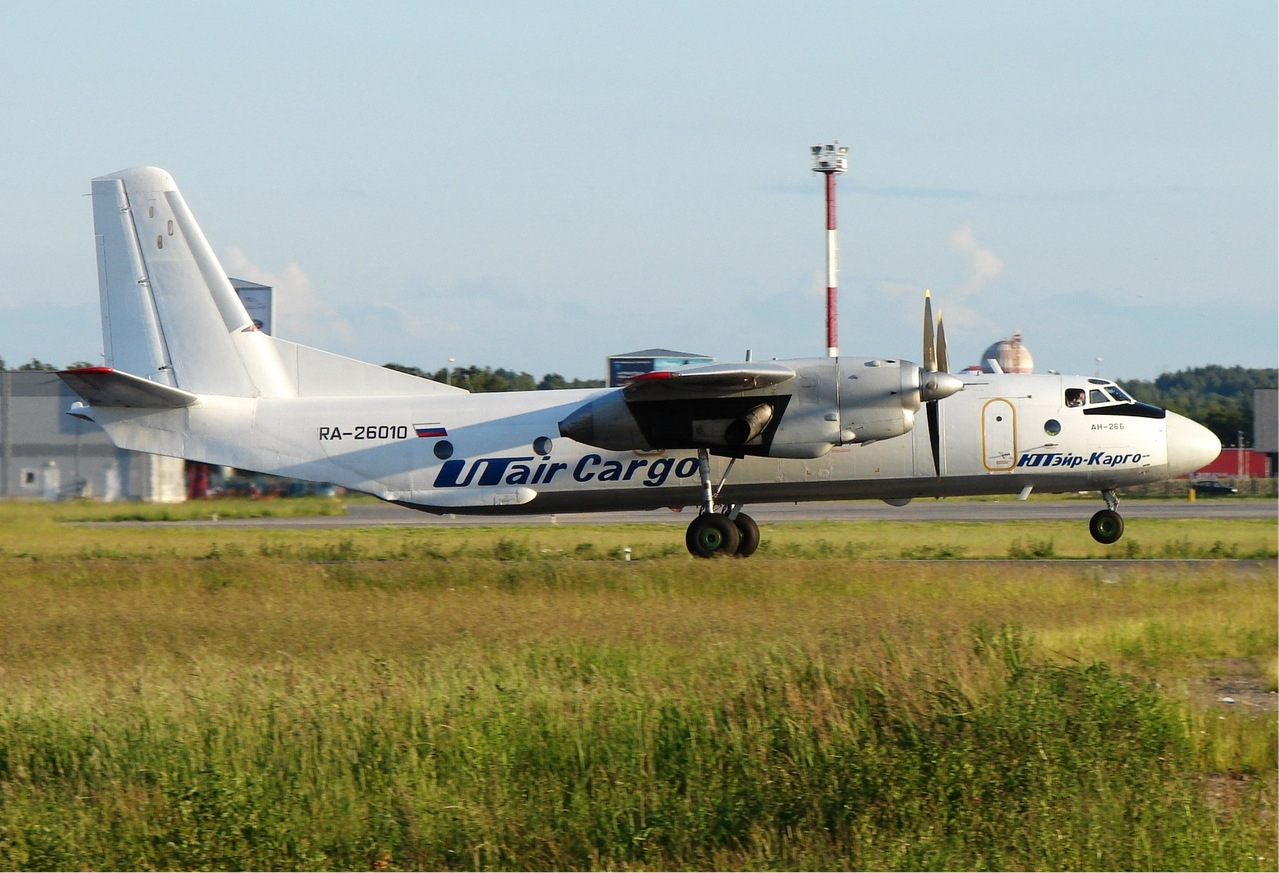
Ан-26 авиакомпании ЮТэйр Карго

По состоянию на июнь 2023 года размер флота АО "ЮТэйр" составляет 21 самолётов: